# Вибори польсько-литовського короля 1764

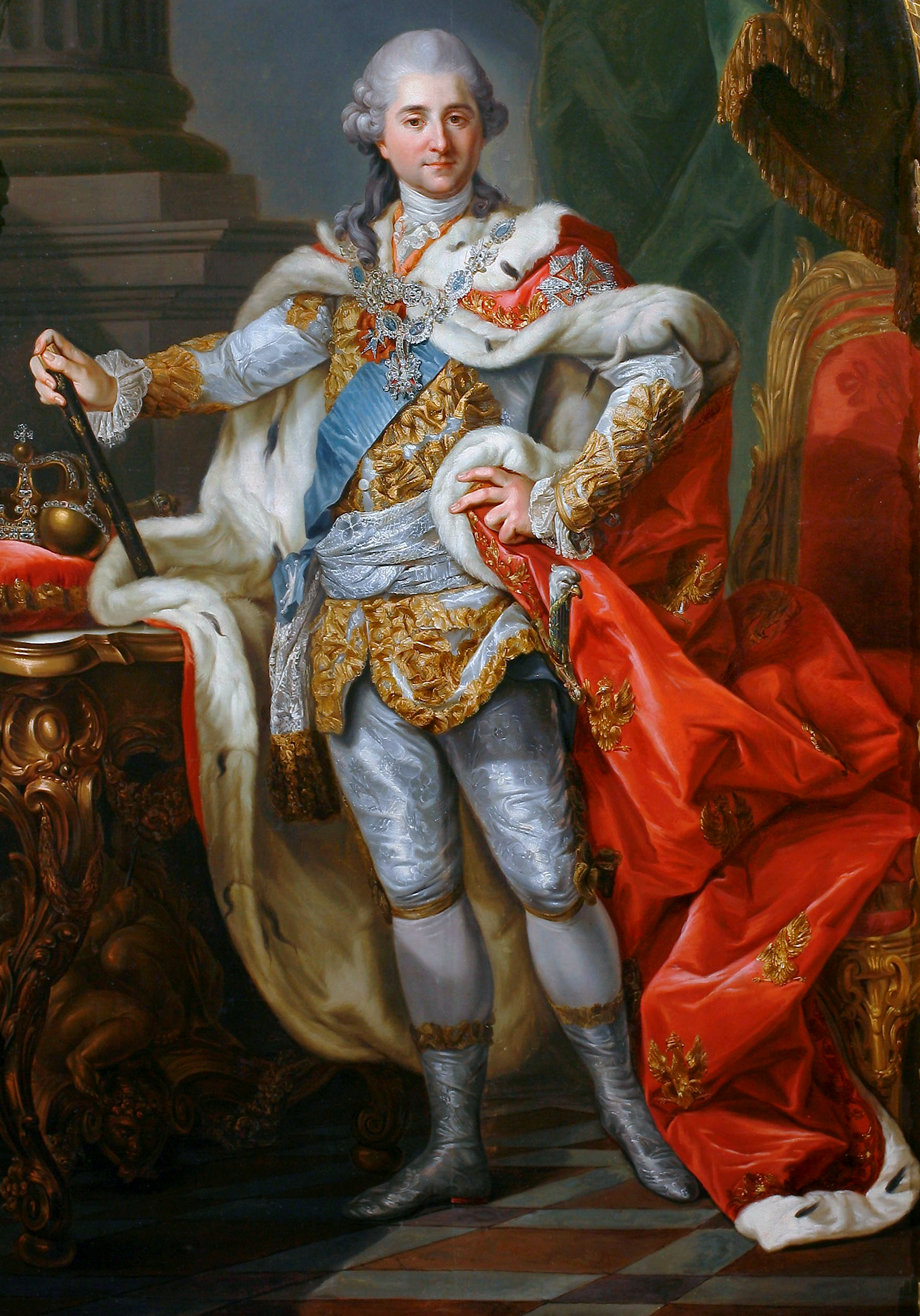
Портрет Станіслава Августа Понятовського в коронаційному костюмі. Картина Марчелло Баччареллі 1768 року

Вибори польсько-литовського короля 1764 року — останні вільні вибори в історії Речі Посполитої. Воно проходило під наглядом російських військ, які охороняли порядок у країні під час виборів. На виборчому сеймі королем Польщі було обрано Станіслава Августа Понятовського.

## Саксонські часи
Наприкінці правління Августа III Річ Посполита була майже поділена на самостійні магнатські держави. Август III не цікавився річпосполитськими справами, через що державними справами займалися саксонські та річпосполитські службовці, які не завжди керувалися добром держави. Розкрадання королівських маєтків і посад було звичним явищем. Протягом правління Августа III державна скарбниця була порожньою, а всі сейми були зірвані. Тим часом, коли в Речі Посполитій панував загальний застій і анархія, сусіди Польщі міцніли — в цих країнах — Росії, Пруссії, Австрії — проводилися реформи в дусі освіченого абсолютизму. Сусідні країни були зацікавлені у збереженні нинішнього становища Речі Посполитої, через що втручалися у внутрішні справи країни. Більшість магнатів і шляхти співпрацювали з сусідніми країнами, оскільки вони лише сподівалися збільшити свої маєтки, часто завдаючи шкоди батьківщині. У саксонські часи родина Чарторийських розпочала діяльність, спрямовану на реформування неефективної політичної системи.

## Сім'я
Засновниками партії «Фамілія» були Міхал Фридерик Чарторийський та Август Олександр Чарторийський. Фамілія хотіла провести державні реформи на основі союзу з Росією. Передбачалося також запровадження персональної унії з Росією (1740-ті роки). 1763 року планувалося скинути Августа III з престолу, але король помер. У період міжкоролів'я після смерті Августа ІІІ спалахнула громадянська війна між Фамілією та гетьманською партією.

## Конвокаційний сейм
За згодою Катерини II під узгодженням конфедерації був скликаний конвокаційний сейм. Під час конвокаційного сейму були проведені державні реформи, серед яких: скасовано liberum veto при голосуванні з фіскальних і військових справ, введено заборону депутатам присягати за посольськими інструкціями, створено окремі центральні колегіальні установи для Корони та Великого князівства Литовського. Так постали Коронна скарбова комісія, Скарбова комісія Великого князівства Литовського, Коронна військова комісія та Військова комісія Великого князівства Литовського.

## Кандидати
- Фридерик Крістіан Веттін — зняв кандидатуру, не отримавши широкої підтримки з боку сусідів Польщі
- Станіслав Антоній Понятовський — за підтримки Фамілії, імператриці Катерини ІІ та короля Пруссії Фрідріха ІІ.
- Адам Казимир Чарторийський — двоюрідний брат Станіслава Августа Понятовського.
- Ян Клеменс Браницький.

## Вибори
Вибори почалися на початку вересня 1764 року. Найбільше шансів бути обраними мали кандидати, яких підтримувала «Фамілія». В останній момент Адам Казимир Чарторийський знявся з боротьби за корону. Російське військо, зберігаючи видимість демократії, відійшло на відстань 3 кілометрів від села Камйонек, а порядок під час виборів підтримувала міліція Чарторийських. 6 вересня 1764 року королем польським і великим князем литовським було обрано Станіслава Антонія Понятовського (набрав 5584 голоси). Він взяв ім'я Станіслав II Август. Станіслав отримав підтримку від імператриці Катерини II з особистих причин. Понятовський викликав обурення серед польської шляхти своєю поведінкою та тим, що був нав'язаним королем. Імператриця хотіла мати на польському престолі залежну від неї особу, яка була б їй віддана.

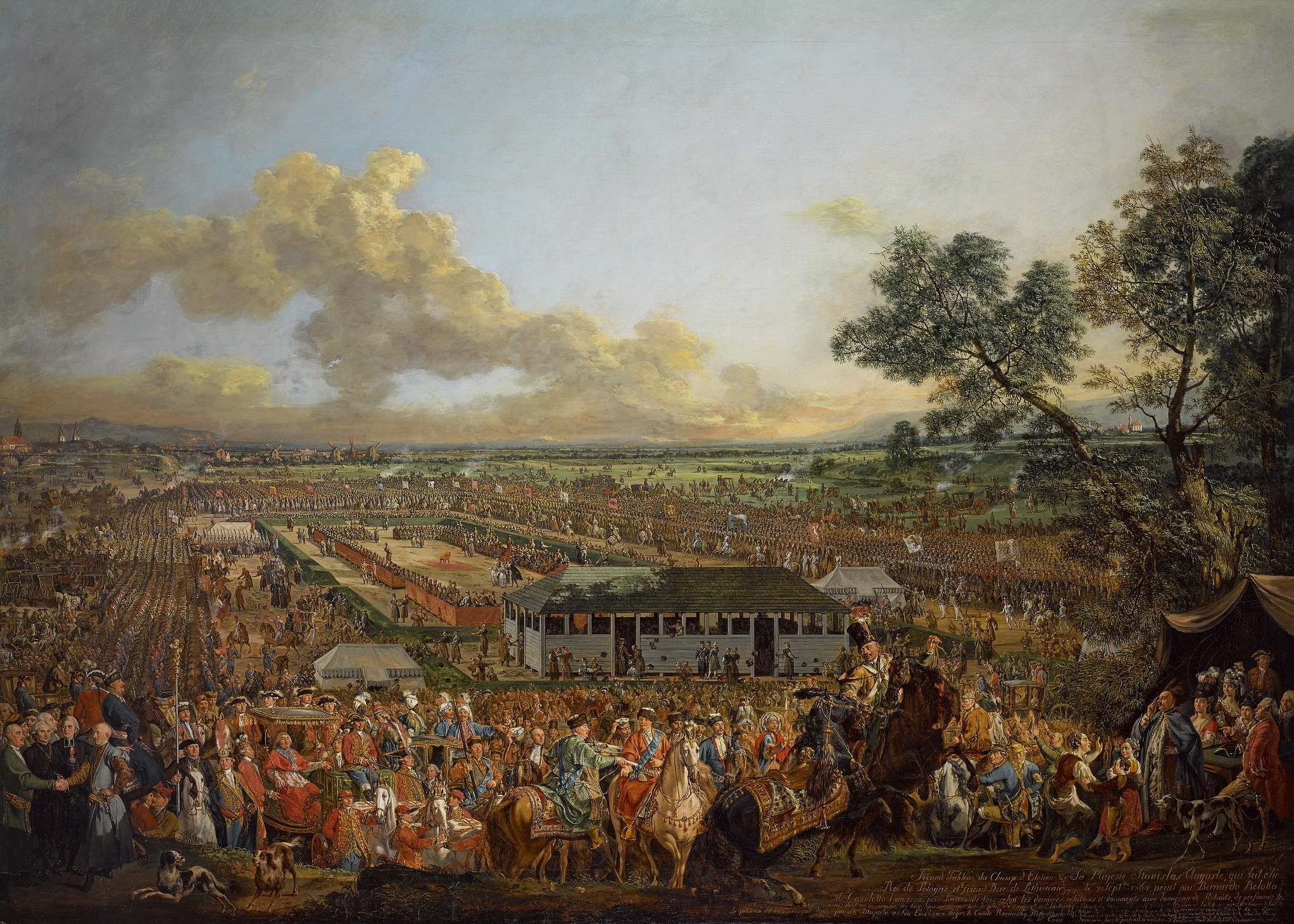
Картина Бернардо Беллота «Вибори Станіслава Августа».

Коронаційний сейм, що відбувся в грудні, ухвалив реформи конвокаційного сейму та pacta conventa короля Станіслава II Августа.